# İbrahim Hakkı Erzurumi

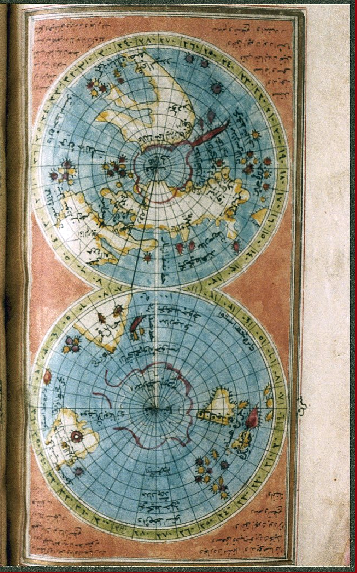
Weltkarte in Marifetname von İbrahim Hakkı Erzurumi

İbrahim Hakkı Erzurumi auch Ibrahim Hakki Erzurumlu, (geb. 18. Mai 1703 in Hasankale bei Erzurum; gest. 22. Juni 1780 in Siirt) war ein türkischer Universalgelehrter, mystischer Poet und Anhänger des Sufismus, dessen Hauptwerk Marifetname weit über das Osmanische Reich Beachtung gefunden hatte.

## Leben und Wirken
Sein Vater war der Derwisch Osman Efendi. Seine Mutter kam aus einer angesehenen Familie und wurde Hanîfe Hanım genannt. 1707 zog sein Vater aufgrund seelischer und materieller Probleme nach Erzurum und lernte dadurch verschiedene Sufis kennen. Später machte der Vater sich auf die Pilgerfahrt und kam auf dem Weg nach Mekka in Tillo vorbei, wo er den Scheich İsmâil Fakîrullah kennen lernte und sich ihm anschloss. Als İbrahim Hakkı neun Jahre alt war, ließ Osman Efendi seinen Sohn durch seinen Bruder nach Tillo bringen, damit dieser ebenfalls durch İsmâil Fakîrullah unterrichtet werden konnte. 1720, als İbrahim Hakkı siebzehn Jahren alt war, verstarb Osman Efendi und er kehrte nach Erzurum zurück, wo er mit dem Erlernen der persischen und arabischen Sprache seine Ausbildung fortsetzte. 1728 kehrte er nach Tillo zurück und erweiterte sein Wissen zur Mystik des Sufismus. Er lebte in der Derwisch-Zelle, die İsmâil Fakîrullah für seinen Vater hatte errichten lassen und diente seinem spirituellen Führer. Nach  dem Tod von  İsmâil Fakîrullah 1734 kehrte İbrahim Hakkı nach Erzurum zurück und arbeitete als Imam in der Yukarı-Habib-Efendi-Moschee und heiratete ein erstes Mal. Im Jahr 1750 vollzog er die Haddsch.
Seine steigende überregionale Bekanntheit und sein Ansehen bewogen Sultan Mahmud I., Hakkı Erzurumi 1747 als Bibliothekar in seiner Palastbibliothek in Istanbul eine Anstellung zu geben. Vielseitig interessiert beschäftige er sich auch mit der in der Bibliothek vorhandenen abendländischen Literatur, wobei er sich insbesondere mit der Theorie des geozentrischen Weltbilds und der Entstehung des Kosmos nach der Konnotation der religiösen Ideologie beschäftigte, das einen großen Raum in seinem Hauptwerk Marifetname einnahm, das zwischen 1755 und 1757 wieder in Erzurum entstanden ist; ein zu dieser Zeit in der orientalischen Welt enzyklopädisch zu nennendes Werk. Allerdings handelte Hakkı Erzurumi in einem Kapitel auch die Theorie des heliozentrischen Weltbildes ab, das im Westen durch die Beweisführung Isaac Newtons schon längst allgemein anerkannt war, Hakkı Erzurumi hatte es aber wohl mehr auf die Aussöhnung des Islams mit der Wissenschaft abgesehen. Neben seinem Wissen, das sich Hakkı Erzurumi an der Bibliothek des Sultans in Istanbul angeeignet hatte, war auch der wissenschaftliche Nachlass Avicennas eine Fundgrube für seine zahlreichen Schriften und Manuskripte, die er der Nachwelt hinterlassen hat. Dazu gehören fünfzehn Bücher in türkischer, persischer und arabischer Sprache sowie unzählige Manuskripte zu Themen wie Medizin, Anatomie, Physiologie, Arithmetik, Geometrie, Trigonometrie, Philosophie und Ethik.

## Nachweise
1. ↑  Erzurumlu İbrahim Hakkı. Biyografya beta, abgerufen am 29. Februar 2020 (englisch).
2. ↑  Annemarie Schimmel: www.eslam.de/manuskripte/gedichte/diverse/ibrahim_hakki_erzurumlu_was_gott_tut.htm
3. ↑  Sevtak Kadioglu: Erzurumi, İbrahim Hakkı. In: Lexikon der bedeutenden Naturwissenschaftler. Band 2, Elsevier, München 2007, ISBN 3-8274-1883-6, S. 147.

| Personendaten    | Personendaten                  |
| ---------------- | ------------------------------ |
| NAME             | İbrahim Hakkı Erzurumi         |
| KURZBESCHREIBUNG | osmanischer Universalgelehrter |
| GEBURTSDATUM     | 18. Mai 1703                   |
| GEBURTSORT       | Hasankale bei Erzurum          |
| STERBEDATUM      | 22. Juni 1780                  |
| STERBEORT        | Siirt                          |